# Dreschhauser Bachtal und Nebenbäche
Koordinaten: 50° 57′ 24″ N, 7° 43′ 16″ O
Das Naturschutzgebiet Dreschhauser Bachtal und Nebenbäche liegt auf dem Gebiet der Gemeinde Reichshof im Oberbergischen Kreis in Nordrhein-Westfalen.
Das Gebiet erstreckt sich nördlich, nordöstlich, östlich und südöstlich von Dreschhausen, einem Ortsteil der Gemeinde Reichshof, entlang des Dreschhauser Baches, eines rechten Nebenflusses der Wiehl. Am westlichen Rand des Gebietes verläuft die Landesstraße L 324, nördlich verlaufen die L 96/L351 und die A 4, südwestlich erstreckt sich die 220 ha große Wiehltalsperre.

## Bedeutung
Das etwa 33,2 ha große Gebiet wurde im Jahr 2014 unter der Schlüsselnummer GM-117 unter Naturschutz gestellt. Die Schutzausweisung erfolgt zur Erhaltung und Entwicklung des grünlandgeprägten Bachtales und seiner Seitenarme mit Feucht- und Nassweiden, Grünlandbrachen sowie örtlichen Gehölzstrukturen als Lebensraum für typische Arten des Feuchtgrünlandes.